# WirelessHART
WirelessHART és un protocol de comunicacions sense cables via ràdio-freqüència (xarxa sense fil). Està dirigit al sector industrial però també es pot aplicar domèstic (domòtica), edificis terciaris (immòtica) i a ciutats (urbòtica: xarxa d'àrea metropolitana). WirelessHART està basat en la norma IEEE 802.15.4 i destinat a crear xarxes d'àrea personal de baixa potència i baixa velocitat de transmissió de dades. WirelessHART és dissenyat per l'organització FieldCom Group. Aquest protocol pot ésser emprat en la Internet de les coses.
L'any 2010, l'IEC va crear l'estàndard IEC 62591.

## Característiques
1. Orientat a dispositius de baix cost, curt abast (100m en camp obert) i baix consum d'energia (ideal per a dispositius a bateria).

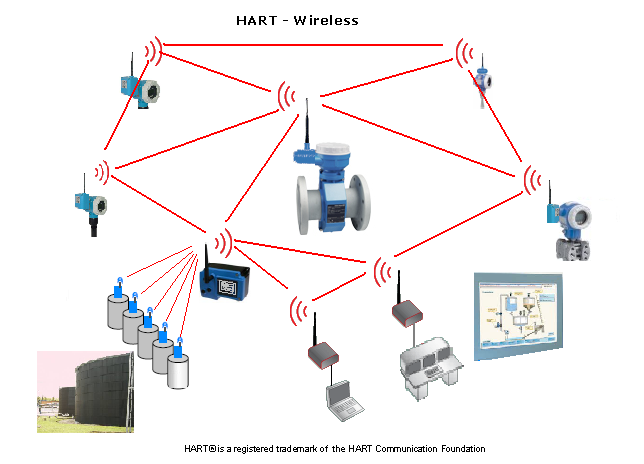
Fig.1 Xarxa de topologia mallada

2. Fig.1 Xarxa de topologia malladaBaixa potència d'emissió segons normativa del Institut Europeu de Normes de Telecomunicació ETSI 300 220.
3. Utilitza una banda sense llicència ISM.
4. Empra una topologia de Xarxa en Malla per a aconseguir un abast més llarg (vegeu Fig.1)
5. És un protocol obert segons norma IEC 62591.

## Arquitectura
WirelessHART s'estructura en les següents capes:
- Capa física (PHY) definida per la norma IEEE 802.15.4
- Capa d'enllaç de dades (MAC) definida per la norma IEEE 802.15.4
- Capa de xarxa definida per l'especificació WirelessHART
- Capa d'aplicació definida per l'especificació WirelessHART

## Circuits integrats per a implementar WirelessHART
- Fabricant Linear Technology : LTC5800-WHM, LTC590x-WHM